# Sarumaru no Taifu
Sarumaru no Taifu, ou Sarumaru no Dayū (猿丸大夫, sarumaru no taifu, dates de naissance et de mort inconnues) est un poète de waka du début de l'époque de Heian. Il a été choisi parmi les trente-six grands poètes, mais très peu de détails de sa vie sont connus.
Sarumaru est son nom. Taifu (ou Dayū) est un titre pouvant désigner les aristocrates du premier au cinquième rang inférieur, les prêtres du sanctuaire d'Ise ou les artistes affiliés à un sanctuaire. Une des seules références à son sujet se trouve dans la préface en chinois du Kokin wakashū, où le style d'Ōtomo no Kuronushi, un des six génies de la poésie est présenté comme étant issu du sien, plus ancien.
Une anthologie privée à son nom existe, mais il semble que les poèmes qui y sont regroupés proviennent tous de poètes ultérieurs. Un poème extrait de celle-ci et légèrement modifié figure à la cinquième place du Hyakunin Isshu compilé par Fujiwara no Teika. Cependant, ce même poème était considéré d'auteur inconnu (読人知らず, yomibito shirazu) dans le Kokin wakashū. Aucun des poèmes attribués à Sarumaru n'est susceptible d'être considéré comme ayant été formellement écrit de sa main.

## Sources et références
- (ja) Cet article est partiellement ou en totalité issu de l’article de Wikipédia en japonais intitulé « 猿丸大夫 » (voir la liste des auteurs).

1. ↑  大友黑主之歌，古猿丸大夫之次也。http://miko.org/~uraki/kuon/furu/text/waka/kokin/manajo.htm, ligne 21
2. ↑  Tamotsu Ariyoshi, Hyakunin Isshu, Kōdansha, Tokyo, 38e édition, 2007, p.33.